# Točenská rokle
Točenská rokle se nachází na jižním okraji Prahy a rozděluje obec Točná na dvě poloviny. Protéká jí Točenský potok, který je pravostranným přítokem Břežanského potoka a své vody sbírá v polích východně od vsi Točná. Točenská rokle začíná u hráze Točenského rybníka na návsi (dříve hasičské nádrže) a končí při ústí Točenského potoka do potoka Břežanského u trampské osady Na Place. Rokle má asi 1,4 km na délku s převýšení 94 m a šířku od 96 m s převýšením 5-15 metrů v obci (226 m od hráze rybníka) až po šířku asi 311 m s převýšením 68-90 m u svého vyústění nad osadou Na Place (100 m od Břežanského potoka). V nejhlubší části je převýšení stěn rokle 120 m a největší šířka činí 389 m.
V jihozápadní části k rokli přiléhá prostor bývalého keltského oppida Závist, respektive jeho části nacházející se na vrchu Šance. Tento prostor je nejméně prozkoumanou částí tohoto významného archeologického naleziště a je chráněn jako národní kulturní památka.
Točenský potok tvoří v celé své délce hranici mezi geomorfologickým celkem Brdská vrchovina a Pražskou plošinou. Severozápadní polovina rokle tak leží v  Brdských Hřebenech, zatímco jihovýchodní polovina náleží k Říčanské plošině.

## Příroda

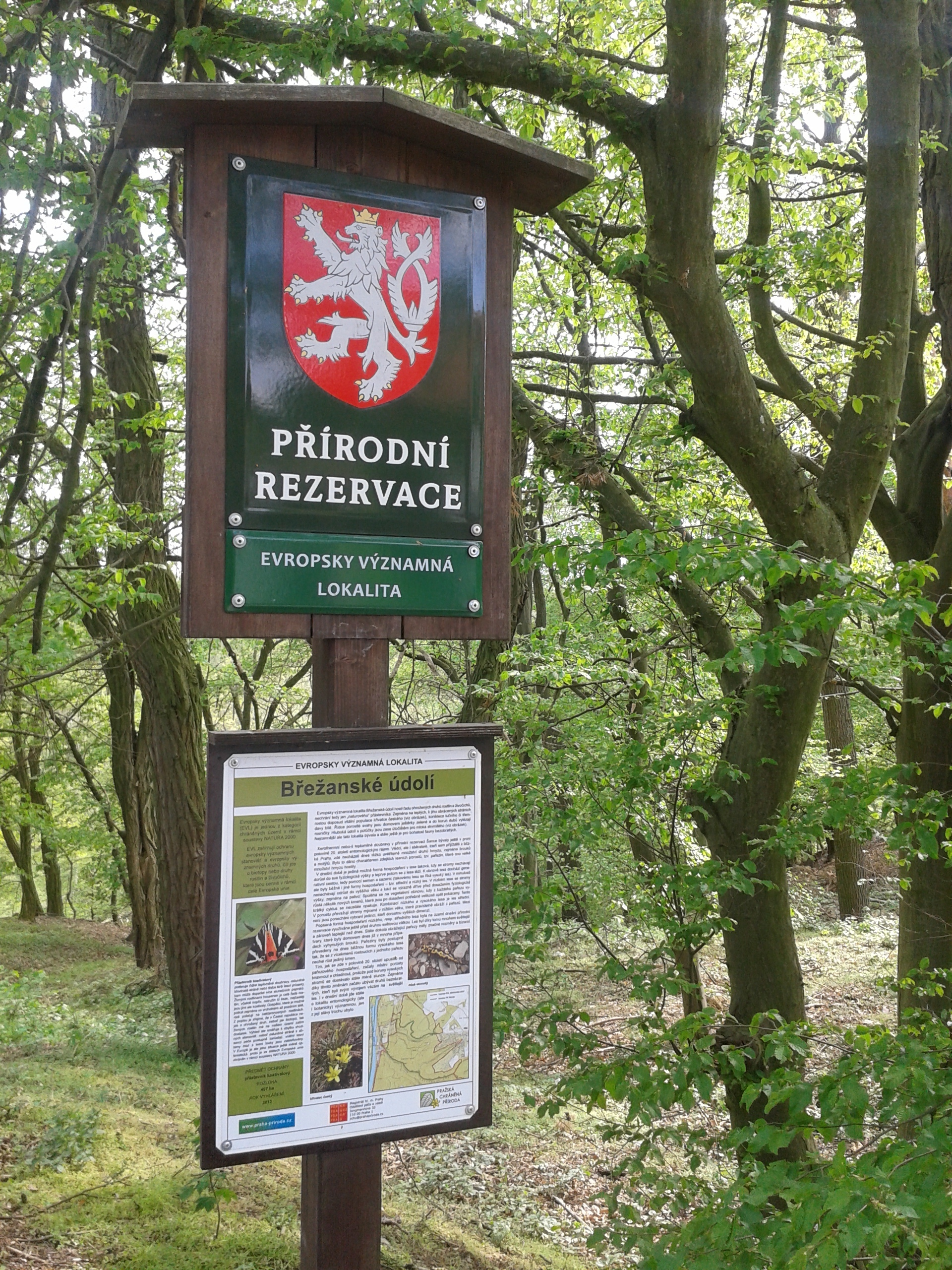
Točenská rokle jako přírodní rezervace a evropsky významná lokalita

Svahy rokle jsou převážně pokryty smíšenými lesy. Prakticky celé území rokle je chráněno jako součást přírodní rezervace Šance a tvoří významnou část celé rezervace. Zároveň je díky svému vyústění do Břežanského údolí zahrnuta do stejnojmenné evropsky významné lokality v rámci sítě Natura 2000. Prioritním chráněným druhem je motýl přástevník kostivalový (Callimorpha quadripunctaria).
Přestože se jedná o přírodní chráněné území (a to vlastně rovnou dvakrát - přírodní rezervace i evropsky významná lokalita), není stav rokle příliš utěšený. Fakt, že leží částečně uprostřed vsi, se v minulosti projevil na několika místech černými skládkami a dosud není lokalita vyčištěna, i když se její stav v posledních letech zlepšil.

## Další zajímavosti
- Téměř celou roklí prochází od Točenského Náměstí Antonína Pecáka až k jejímu ústí zelená turistická značená trasa 3129 do Malé Chuchle.
- V mírném rozšíření rokle u jejího ústí stojí již od dob první republiky trampská osada Na Place